# Svante Pääbo
Svante Pääbo (Stockholm, 20 april 1955) is een Zweedse arts en bioloog met een specialisatie in de evolutionaire genetica, nobelprijswinnaar in 2022. Hij wordt beschouwd als de grondlegger van de paleogenetica. In 1985 is hij er als eerste in geslaagd DNA van een mummie te klonen, iets waarmee hij internationale bekendheid verwierf. In zijn verdere wetenschappelijke carrière heeft hij zich gespecialiseerd in de evolutionaire genetica. Het gedetailleerde protocol dat hij uitwerkte om oud DNA te analyseren – van de opgraving van geschikte botten tot het statistisch analyseren van de genetische data – werd de standaard in laboratoria. Sinds 1997 is hij directeur van de afdeling evolutionaire antropologie van het Max Planck-instituut in Leipzig. In 2010 heeft hij een onderzoek gepubliceerd, waarin hij heeft aangetoond dat er vermenging heeft plaatsgevonden tussen de neanderthaler en de moderne mens. Hij kreeg daarvoor in 2022 de Nobelprijs voor Fysiologie of Geneeskunde.

## Biografie
Svante Pääbo is de zoon van nobelprijswinnaar in de geneeskunde Sune Karl Bergström en de Estse scheikundige Karin Pääbo.

## Opleiding en carrière
Pääbo begon in 1975 met een studie geschiedenis, egyptologie en Russisch aan de humanistische faculteit van de Universiteit van Uppsala. In 1975 en 1976 vervulde hij zijn dienstplicht bij de tolkopleiding van het Zweedse leger. Daarna, in 1977, ging hij medicijnen studeren in Uppsala, en in 1981 begon hij eveneens in Uppsala aan een promotieonderzoek bij het Instituut voor Celonderzoek. Reeds in 1985 als postdoctoraalstudent kreeg Pääbo internationale aandacht, doordat het hem gelukt was DNA te isoleren uit een mummie van 2400 jaar oud. Het bericht haalde de voorpagina van het wetenschappelijk tijdschrift Nature, een zeer ongebruikelijke eer voor een promotieonderzoek. In 1986 promoveerde hij aan de Universiteit van Uppsala. In 1986 en 1987 was Pääbo postdoc aan de universiteit in Zürich. Later in 1987 heeft hij korte tijd bij het Imperial Cancer Research Fund in Groot-Brittannië gewerkt. Daarna ging hij als onderzoeksassistent werken bij biochemicus Allan Wilson aan de Universiteit van Californië - Berkeley, waar ze samen DNA-sequenties van uitgestorven soorten reconstrueerden. In 1990 keerde Pääbo terug naar Europa en werd docent aan de Universiteit van Uppsala. Later dat jaar werd hij professor in de algemene biologie aan de universiteit in München. In 1997 kreeg hij samen met drie anderen opdracht om de activiteiten van het pas begonnen Max Planck-instituut voor evolutionaire antropologie in Leipzig op te bouwen. Sindsdien is hij daar hoofd van de afdeling genetica en bekleedt er de leerstoel in genetica en evolutionaire biologie. Sinds 1999 heeft hij ook een ereprofessoraat in deze onderwerpen aan de universiteit in Leipzig. Sinds 2003 is hij gastprofessor aan de Universiteit van Uppsala.
Pääbo heeft vele wetenschappelijke artikelen geschreven. In augustus 2002 publiceerde zijn afdeling het resultaat van onderzoek naar het 'taalgen' FOXP2, dat ontbreekt of beschadigd is bij bepaalde individuen met handicaps op spraakgebied. Verder staat Pääbo bekend als een van de grondleggers van de paleogenetica, een vakgebied dat genetische methoden gebruikt om vroege leden van het geslacht Homo en andere prehistorische populaties te onderzoeken. In 2005 haalde hij met zijn werk aan de classificatie van het chimpansee-DNA de eerste plaats in de jaarlijks door het wetenschappelijk tijdschrift Science gepubliceerde top tien van wetenschappelijke doorbraken. In 2006 begon Pääbo met het volledig in kaart brengen van het neanderthalergenoom. Dit was een vervolg op eerder onderzoek aan mitochondriaal DNA van de neanderthaler, waaruit niet gebleken was dat deze mensensoort een voorouder van de moderne mens is. De analyse van het 38.000 jaar oude DNA was zo succesvol, dat zijn groep in 2006 weer in de top tien van Science terechtkwam, ditmaal op de tweede plaats. In 2010 had Pääbo met zijn onderzoeksgroep twee derde van het neanderthalergenoom in kaart gebracht. 2 à 3% van de genen zijn ook in alle huidige Europese en Aziatische individuen teruggevonden, maar niet in de Afrikaanse bevolking. Bovendien heeft Pääbo's onderzoeksgroep een nieuw type mens ontdekt door mitochondriaal DNA uit een pink, gevonden in een grot in het Altajgebergte in Russisch Centraal-Azië, nabij de grens met Mongolië en China. Dit type mens wordt denisovamens genoemd. De groep van Pääbo heeft aangetoond dat onder anderen de Melanesiërs er deels van afstammen. 
Pääbo heeft vele eervolle onderscheidingen ontvangen voor zijn werk.
In 2014 ontving Pääbo de Gouden Lomonosov-medaille van de Russische Academie van Wetenschappen, in datzelfde jaar is een populair-wetenschappelijk boek van Pääbo uitgebracht onder de titel Neanderthal Man: In Search of Lost Genomes. In 2016 werd hij laureaat van de Breakthrough Prize in Life Sciences. In 2019 ontving hij de Darwin-Wallace Medal.

## Publicaties
- Publicatielijst
- CV en algemene informatie
- Pääbo, Svante (November 1993). Ancient DNA. Scientific American 269 (5): 60–66.
- Svante Paabo publications in PubMed. Geraadpleegd op 11 juni 2014.
- Svante Paabo publications in Google Scholar. Geraadpleegd op 11 juni 2014.
- Pääbo, Svante (2014). Neanderthal Man: In Search of Lost Genomes. Basic Books. ISBN 978-0-465-02083-6.